# Hasloh
Hasloh è un comune di 3 775 abitanti dello Schleswig-Holstein, in Germania.
Appartiene al circondario (Kreis) di Pinneberg (targa PI).